# Drepanosticta silenus
Drepanosticta silenus – gatunek ważki z rodziny Platystictidae.